# William Mervyn
William Mervyn (* 3. Januar 1912 in Nairobi, Kenia; † 6. August 1976 in London, England) war ein britischer Schauspieler.

## Leben
Mervyn begann seine Karriere am Theater. 1946 hatte er sein West-End-Debüt am Criterion Theatre. Im folgenden Jahr erhielt er erstmals eine Filmrolle. 1950 spielte er an der Seite von Paul Scofield, Margaret Rutherford, Claire Bloom und Mona Washbourne in Ring Round the Moon am Globe Theatre in London. 1956 trat er am Saville Theatre in London neben Laurence Harvey und Michael Medwin in The Rivals auf. Mit Beginn der 1950er Jahre begann er vermehrt für das Fernsehen zu arbeiten. Zwar trat er auch in bekannten Spielfilmen wie Kapitän Seekrank und Die 39 Stufen auf, seine Rollen waren jedoch meist untergeordnet und teilweise blieb er im Abspann ungenannt. Zu seinen Fernsehrollen gehörten vier Folgen der Serie Doctor Who sowie Gastrollen unter anderem in Die 2 und Randall & Hopkirk – Detektei mit Geist. In den 1970er Jahren trat er in drei Filmen aus der Ist ja irre-Reihe auf.
Dem deutschsprachigen Publikum ist Mervyn am ehesten in seiner Rolle als Commander Breeze-Connington in der Miss-Marple-Verfilmung Mörder ahoi! bekannt. Dort liefert er Margaret Rutherford gegen Ende des Filmes einen Fechtkampf, nachdem sie ihn als Mörder enttarnen konnte.
Mervyn war verheiratet und hatte zwei Söhne.

## Filmografie (Auswahl)
- 1949: Frauen im gefährlichen Alter (That Dangerous Age)
- 1950: Die blaue Lampe (The Blue Lamp)
- 1956: Der lange Arm (The Long Arm)
- 1957: Kapitän Seekrank (Barnacle Bill)
- 1959: Die 39 Stufen (The 39 Steps)
- 1960: Hochverrat mit Hindernissen (A Touch of Larceny)
- 1960: Der rote Schatten (Circus of Horrors)
- 1963: Picknick um Mitternacht (Tamahine)
- 1964: Mörder ahoi! (Murder Ahoy)
- 1964: Manche mögen’s geheim (Hot Enough for June)
- 1965: Geheimaktion Crossbow (Operation Crossbow)
- 1967: Minirock und Kronjuwelen (The Jokers)
- 1967: Heiße Katzen (Deadlier Than the Male)
- 1967: Ist ja irre – In der Wüste fließt kein Wasser (Follow That Camel)
- 1968: Salz und Pfeffer (Salt and Pepper)
- 1968: Das Millionending (Hot Millions)
- 1969: Das total verrückte Irrenhaus (Carry On Again Doctor)
- 1970: Jeden Morgen hält derselbe Zug (The Railway Children)
- 1971: Heinrichs Bettgeschichten oder Wie der Knoblauch nach England kam (Carry On Henry)
- 1973: Unter tödlicher Sonne (Charley-One-Eye)
- 1976: Vagabund in tausend Nöten (The Bawdy Adventures of Tom Jones)